# 豪德寺 (地名)
豪德寺（日语：／ Gōtokuji */?）是東京都世田谷區的町名。現行行政地名為豪德寺一丁目與二丁目。已實施住居表示。郵遞區號154-0021。

## 地理
位於東京都世田谷區中央，鄰接赤堤、松原、梅丘、世田谷、櫻、宮坂。以「招財貓」傳說聞名的豪德寺位於此地。
町域北部的北澤川綠道與南邊的烏山川綠道，其下方分別是暗渠化的北澤川與烏山川。因此此地保留了幾個與橋相關的名稱，如北澤川綠道的山下橋、新山下橋、松竹橋等，烏山川綠道的八幡橋、城向橋、青葉橋、品川橋等。
西邊有東急世田谷線通過，同線的山下站與小田急小田原線的豪德寺站位在町域內。兩站之間可步行轉乘。

## 歷史

### 地名由來
原屬舊荏原郡世田谷村。1966年（昭和41年）實施住居表示時，以此地的佛寺「豪德寺」命名。

## 備註
1. ↑  .   [2013-09-30]. （原始内容存档于2014-07-19）.
2. ↑  .   [2013-09-30]. （原始内容存档于2012-07-28）.